# Onciale 0164
- Papyrus
- Onciale
- Minuscules
- Lectionnaire

Le Codex 0164, portant le numéro de référence 0164 (Gregory-Aland) ε 022 (von Soden), est un manuscrit du Nouveau Testament sur parchemin écrit en écriture grecque et copte onciale. 

## Description
Le codex se compose d'une folio. Il est écrit en une colonne, de 8 lignes par colonne. Les dimensions du manuscrit sont 8 x 13 cm. Les paléographes datent ce manuscrit du VIe siècle ou VIIe siècle,. 
C'est un manuscrit contenant le texte incomplet de l'Évangile selon Matthieu (13,20-21). 
Texte
[τα πετρωδη σπα]
ρει [ουτος εστιν]
ο τον λ[ο]γον ακ[ου]
ων και ευθυς
[με]τα χαρας λαμ
[βαν]ων ουκ εχει
[δε ρι]ζαν εν εαυ
[τω αλλα] προς
Le texte du codex représenté est de type mixte. Kurt Aland le classe en Catégorie III. 
Lieu de conservation
Il est actuellement conservé à la Musées nationaux de Berlin (P. 9108).